# Nakasinena
Nákasinena (Nákasine'na, Báachinena, Northern Arapaho), ili  'narod kadulje'  (‘sagebrush people’; aromatična ljekovita biljka), glavna skupina Arapaho Indijanaca iz Colorada i Wyominga, danas poznati kao Northern Arapaho, i nastanjeni na rezervatu Wind River u Wyomingu s Wind River Šošonima. Od ukupno pet lokalnih Arapaho skupina Sjeverni Arapahi asimilirali su dvije od njih, to su Bäsawunena i Hánahawunena ili Aanû'nhawa. 
Nákasinena Arapahi nastanivali su područje gornjeg toka rijeke North Platte u regiji Pike's peak, i sjeverno duž podnožja planina Bighorn i uz rijeku powder u Coloradu i Wyomingu.
Sjeverni Arapahi smatraju se (u odnosu na ostale 4 grupe) kao 'majčinsko pleme', a u vlasništvu su im bili i sveti plemenski predmeti cijelog Arapaho naroda, koji je njih nazivao Báachinena. Kiowa Indijanci nazivali su ih `sagebrush people,' ili Tagyako, što je, kaže antropolog Frederick Webb Hodge (1846-1965), prijevod njihovog vlastitog plemenskog imena.

## Vanjske poveznice
- Northern Arapaho Tribe